# Tortula lepto-syntrichia
Tortula lepto-syntrichia là một loài Rêu trong họ Pottiaceae. Loài này được (Müll. Hal.) Broth. miêu tả khoa học đầu tiên năm 1902.